# 旅の贈りもの 0:00発
『旅の贈りもの 0:00発』 (たびのおくりもの れいじれいふんはつ) は、2006年公開の日本映画。配給はパンドラ。

## あらすじ
どこへ行くとも分からない列車に、悩みを抱える男女5人も乗り込むことに。0時00分、大阪駅発のその列車は、架空の町「風町」に到着。風町の人々や町並みによって、悩みを抱えた彼らの心のうちも徐々に変わっていく…

## 登場人物
- 沢渡由香: 櫻井淳子
- 桐ヶ谷華子: 多岐川華子
- 越智太一: 徳永英明
- 若林陽一: 大平シロー
- 真鍋善作: 大滝秀治
- 本城多恵: 樫山文枝
- 本城善助: 梅津栄
- 羽村ミチル: 黒坂真美
- 若林麻耶: 石坂みき
- 藤堂順平: 石丸謙二郎
- 網干宗輔: 細川俊之
- ラジオのアナウンサー: 小倉智昭
- 浜川裕子: 正司歌江

## スタッフ
- 監督: 原田昌樹
- 助監督: 櫻井宏明
- プロデューサー: 竹山昌利、飯島茂、小久保利己
- エグゼクティブプロデューサー: 高橋匠
- 制作担当: 高見明夫
- 企画・原案: 竹山昌利
- 脚本: 篠原高志
- 撮影: 佐々木原保志
- 編集: 石島一秀
- 録音: 小川武
- 照明: 安河内央之
- スクリプター: 湯澤ゆき
- 美術: 黒田享大
- 撮影協力: JR西日本ロケーションサービス、大阪ロケーション・サービス協議会、呉地域フィルムコミッション、笠岡諸島フィルムコミッション
- 後援: 大阪府、大阪府観光コンベンション協会、広島県、広島県観光連盟、岡山県、岡山県観光連盟、島根県、島根県観光連盟
- 製作: アクロスザユニバース
- 制作: 「大阪発0:00」製作委員会
- 配給: パンドラ

## 音楽
- 音楽: 浅倉大介
- 音楽プロデューサー: 内藤光広
- 主題歌: 中森明菜「いい日旅立ち」（山口百恵「いい日旅立ち」のカバー）
- 挿入歌: 徳永英明「Happiness」、徳永英明「時代」（中島みゆき「時代」のカバー）

## 関連作品
- 『旅の贈りもの 0:00発 オリジナルサウンドトラック』 （ユニバーサル・シグマ、2006年10月4日発売）
挿入歌: 徳永英明「時代」収録
- 徳永英明 「happiness」 （ユニバーサル・シグマ、2006年10月4日発売）
「旅の贈りもの 0:00発」挿入歌
- 『特別編成列車 - EF58 150・スハフ12 702・マイテ49 2 - 大阪発 01:51 』 （ユニバーサルミュージック、2006年10月18日発売）
10月7日劇場先行販売
- 中森明菜 『歌姫ベスト 〜25th Anniversary Selection〜』 （ユニバーサル・シグマ、2007年1月17日発売）
主題歌: 中森明菜「いい日旅立ち」収録
- 『旅の贈りもの 明日へ』（2012年）http://www.tabi-fukui.jp/